# Westbury (Wiltshire)

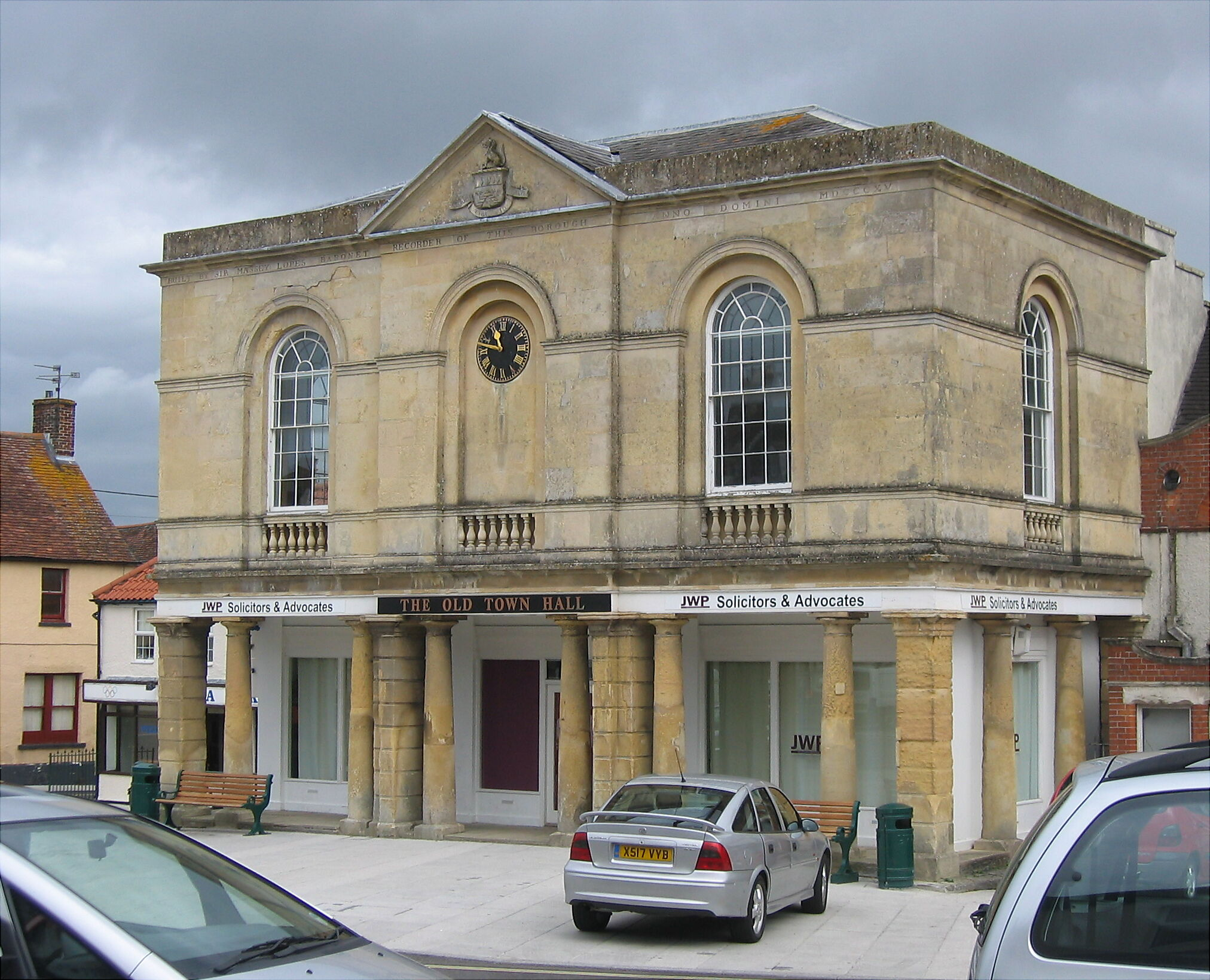
El antiguo ayuntamiento

Westbury es una localidad y parroquia ubicada en el oeste del condado de Wiltshire, en el suroeste de Inglaterra. En 2001, su población era de 11.135 habitantes.
Se cree que la raíz West- en el nombre de esta ciudad se debe simplemente al hecho de que la misma se encuentra cerca del límite occidental del condado de Wiltshire, el cual se ha mantenido sin mayores alteraciones desde la época anglosajona. Por otro lado, -bury se refiere a borough; es una terminación equivalente al -burg del alemán, al -pyrgos del griego o al -burgo del español y se relaciona con la idea de una colina o de un pueblo fortificado.